# Référendum obligatoire

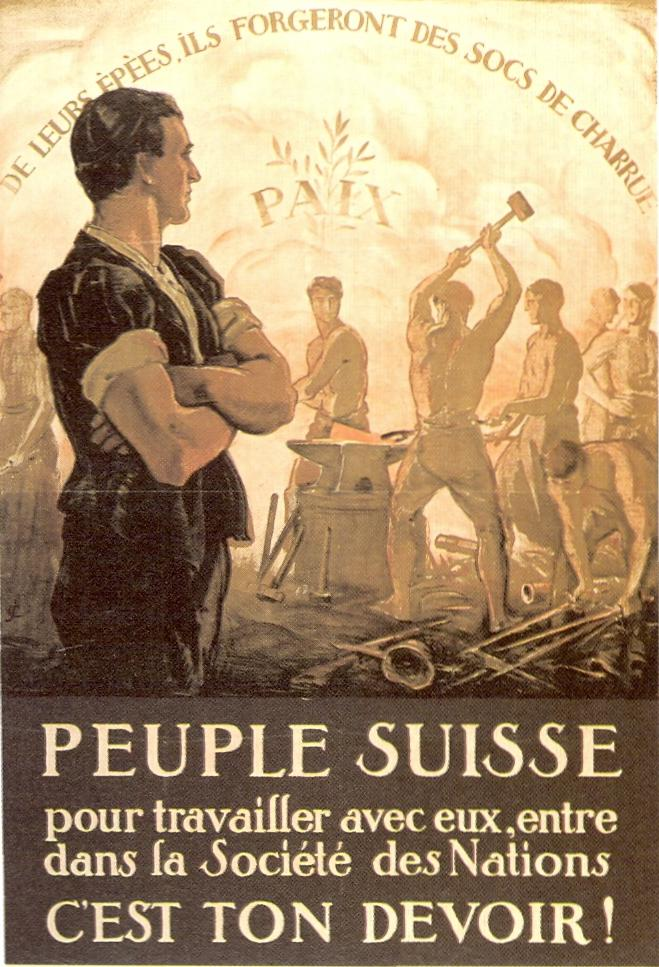
Affiche lors du référendum obligatoire suisse sur l'entrée dans la Société des nations

Le référendum obligatoire est un instrument de démocratie directe. Il s'agit de la procédure qui soumet obligatoirement un objet au scrutin populaire, en principe après son adoption par l'organe parlementaire. Il s'oppose au référendum facultatif selon lequel un scrutin n'est organisé que si les autorités ou un certain nombre de citoyens déclenchent sa mise en œuvre.
Si les objets soumis à référendum obligatoire peuvent concerner de simples textes de loi sur des domaines spécifiques, telles la modification de l’âge du droit de vote au Danemark ou la régionalisation au Portugal, il s'agit le plus souvent des cas de révision de la constitution d'un pays. En Europe, l'Andorre, l'Arménie, l'Irlande et la Suisse disposent de cet instrument. La France connaît également des référendums obligatoires, en matière de propositions de loi constitutionnelles, ; il est également obligatoire, en principe, en matière de loi autorisant la ratification d'un traité relatif à l'adhésion d'un nouvel Etat à l'Union européenne,.